# Károly Kisfaludy

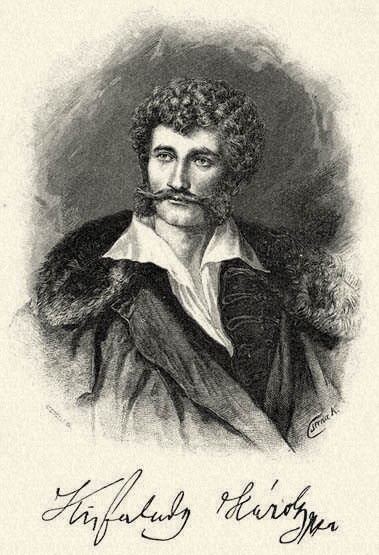
Bild von Károly Kisfaludy von Gusztáv Morelli

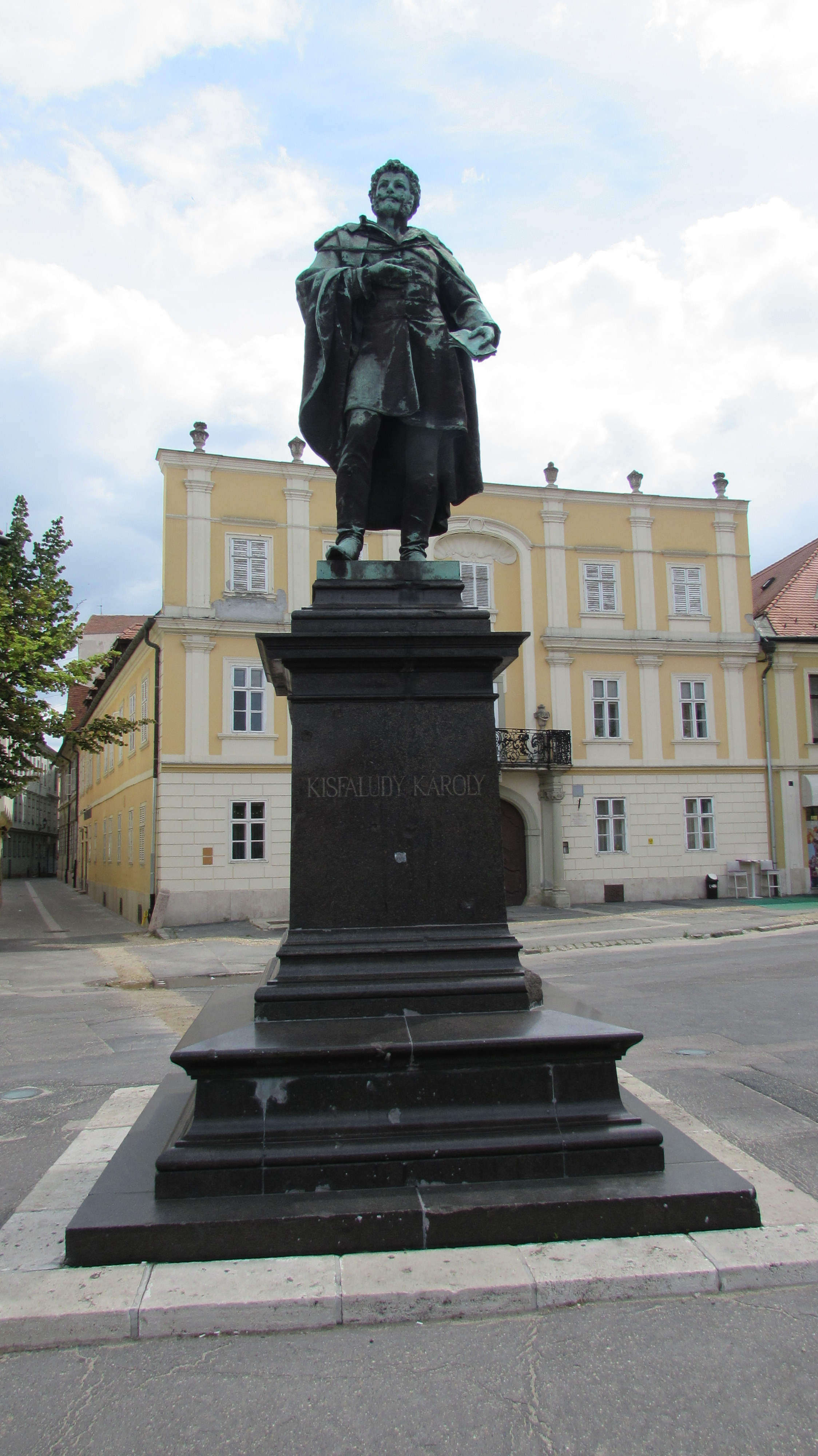
Denkmal in Győr

Károly Kisfaludy (* 5. Februar 1788 in Tét; † 21. November 1830 in Pest) war ein ungarischer Dramatiker, Maler und der Bruder von Sándor Kisfaludy. Er gilt als der Begründer des nationalen ungarischen Dramas. 
Er wuchs ohne Mutter, die bei seiner Geburt starb, mit seinen sieben Geschwistern bei seinem Vater auf, zu dem er kein gutes Verhältnis hatte.  Kisfaludy begann mit dem Schreiben von Gedichten und Liedern in seiner Armeedienstzeit während der napoleonischen Kriege. Nach seinem Abschied 1810 studierte er Kunst und reiste 1812 nach Wien und 1815 nach Italien. Seinen Durchbruch als Dramatiker feierte er im Jahr 1819, als seine Tragödien A tatárok Magyarországon („Die Tataren in Ungarn“) und Ilka, vagy Nándorfehérvár bevétele („Ilka oder die Eroberung von Belgrad“) ein großer Erfolg wurden. Seine Werke wurden ins Deutsche übersetzt und in Wien aufgeführt. Károly Kisfaludy starb im Jahr 1830 an Tuberkulose.